# Местные выборы на Украине (2020)
Региональные выборы на Украине прошли 25 октября 2020 года.
Из-за аннексии Крыма Российской Федерацией и отсутствия контроля над отдельными районами Донецкой и Луганской областей, в АР Крым, Севастополе и в неподконтрольных районах Донецкой и Луганской областей выборы не проводились.
Ориентировочное количество избирателей составит 27,2 млн человек, количество избирателей в списках на избирательных участках оценивается в 28,1 млн человек, количество избирательных участков — свыше 29 тысяч. Будут избраны областные и районные советы, а также советы и главы всех территориальных общин Украины.

## Выборы в региональные советы
Выборы состоятся в 22 областных совета (без Донецкого и Луганского) и Киевский городской совет. Также не будут проводиться выборы в Верховный Совет Автономной Республики Крым и Севастопольский городской совет. Всего Центральная избирательная комиссия до 10 августа 2020 сформировала 22 областные территориальные избирательные комиссии.

### Результаты по областям
| Область                   | Председатель                                      | Общее число депутатов | Сформированная коалиция                                                   | Сформированная коалиция | Результаты по политическим партиям | Результаты по политическим партиям | Результаты по политическим партиям | Результаты по политическим партиям | Результаты по политическим партиям | Результаты по политическим партиям | Результаты по политическим партиям | Результаты по политическим партиям | Результаты по политическим партиям | Результаты по политическим партиям | Результаты по политическим партиям     | Результаты по политическим партиям | Результаты по политическим партиям | Результаты по политическим партиям | Результаты по политическим партиям | Результаты по политическим партиям | Результаты по политическим партиям | Результаты по политическим партиям | Результаты по политическим партиям | Результаты по политическим партиям | Результаты по политическим партиям | Результаты по политическим партиям | Результаты по политическим партиям | Результаты по политическим партиям | Результаты по политическим партиям | Вакатно | Диаграмма |  |
| Область                   | Председатель                                      | Общее число депутатов | Партии                                                                    | Число                   | Слуга народа                       | Оппозиционная платформа за жизнь   | Европейская солидарность           | Батькивщина                        | За будущее                         | Украинская стратегия Гройсмана     | ВО "Свобода"                       | Аграрная партия Украины            | Сила и честь                       | Предложение                        | Блок Вилькула "Украинская перспектива" | Громадська Сила                    | Наш край                           | Родное Закарпатье                  | Радикальная партия Олега Ляшко     | Партия венгров Украины             | Команда Андрея Балоги              | ВО "Платформа Громад"              | УДАР                               | Голос                              | Единство Александра Омельченко     | Самопомощь                         | Народный рух Украины               | Украинская Галицкая партия         | Независимые                        | Вакатно | Диаграмма |  |
| Винницкая область         | Соколовый Вячеслав Петрович (УСГ)                 | 84                    | Украинская стратегия Гройсмана — Батькивщина                              | 51                      | 8                                  | 7                                  | 11                                 | 11                                 | 7                                  | 40                                 |                                    |                                    |                                    |                                    |                                        |                                    |                                    |                                    |                                    |                                    |                                    |                                    |                                    |                                    |                                    |                                    |                                    |                                    |                                    |         |           |  |
| Волынская область         | Недопад Григорий Викторович (За будущее)          | 64                    | За будущее — Батькивщина — ВО "Свобода"                                   | 38                      | 8                                  |                                    | 9                                  | 9                                  | 22                                 |                                    | 7                                  | 5                                  | 4                                  |                                    |                                        |                                    |                                    |                                    |                                    |                                    |                                    |                                    |                                    |                                    |                                    |                                    |                                    |                                    |                                    |         |           |  |
| Днепропетровская область  | Лукашук Николай Васильевич (Слуга народа)         | 120                   | Слуга народа — ОПЗЖ — Предложение                                         | 74                      | 30                                 | 27                                 | 13                                 | 8                                  |                                    |                                    |                                    |                                    |                                    | 17                                 | 16                                     | 9                                  |                                    |                                    |                                    |                                    |                                    |                                    |                                    |                                    |                                    |                                    |                                    |                                    |                                    |         |           |  |
| Житомирская область       | Федоренко Владимир Ильич (Слуга народа)           | 64                    |                                                                           |                         | 11                                 | 7                                  | 9                                  | 6                                  | 7                                  |                                    |                                    |                                    | 4                                  | 6                                  |                                        |                                    | 9                                  |                                    | 5                                  |                                    |                                    |                                    |                                    |                                    |                                    |                                    |                                    |                                    |                                    |         |           |  |
| Закарпатская область      | Чубирко Владимир Владимирович (Родное Закарпатье) | 64                    | Родное Закарпатье — Слуга народа — Батькивщина — Европейская солидарность | 37                      | 11                                 | 6                                  | 6                                  | 8                                  | 6                                  |                                    |                                    |                                    |                                    |                                    |                                        |                                    |                                    | 12                                 |                                    | 8                                  | 7                                  |                                    |                                    |                                    |                                    |                                    |                                    |                                    |                                    |         |           |  |
| Ивано-Франковская область | Сыч Александр Максимович(ВО "Свобода")            | 84                    | ВО "Свобода" — За будущее — Батькивщина                                   | 48                      | 9                                  |                                    | 17                                 | 14                                 | 16                                 |                                    | 18                                 |                                    |                                    |                                    |                                        |                                    |                                    |                                    |                                    |                                    |                                    | 10                                 |                                    |                                    |                                    |                                    |                                    |                                    |                                    |         |           |  |
| Киев                      | Прокопов Владимир Владимирович (УДАР) — секретарь | 120                   | ЕС — УДАР — Голос — независимые                                           | 71                      | 12                                 | 12                                 | 31                                 | 12                                 |                                    |                                    |                                    |                                    |                                    |                                    |                                        |                                    |                                    |                                    |                                    |                                    |                                    |                                    | 30                                 | 8                                  | 14                                 |                                    |                                    |                                    | 1                                  |         |           |  |
| Киевская область          | Гунько Наталья Ивановна (Слуга народа)            | 84                    | ЕС — Слуга народа — За будущее                                            | 61                      | 22                                 | 9                                  | 25                                 | 14                                 | 14                                 |                                    |                                    |                                    |                                    |                                    |                                        |                                    |                                    |                                    |                                    |                                    |                                    |                                    |                                    |                                    |                                    |                                    |                                    |                                    |                                    |         |           |  |
| Кировоградская область    | Шульга Сергей Павлович (Слуга народа)             | 64                    | Слуга народа — ОПЗЖ — РПОЛ — Предложение                                  | 30                      | 13                                 | 10                                 | 9                                  | 15                                 | 5                                  |                                    |                                    |                                    |                                    | 3                                  |                                        |                                    |                                    |                                    | 4                                  |                                    |                                    |                                    |                                    |                                    |                                    |                                    |                                    |                                    |                                    | 5       |           |  |
| Львовская область         | Грымак Ирина Ярославна (Европейская Солидарность) | 84                    | ЕС — Слуга народа — Батькивщина                                           | 42                      | 9                                  |                                    | 28                                 | 7                                  | 6                                  |                                    | 6                                  |                                    |                                    |                                    |                                        |                                    |                                    |                                    |                                    |                                    |                                    |                                    |                                    | 7                                  |                                    | 9                                  | 6                                  | 6                                  |                                    |         |           |  |
| Николаевская область      | Замазеева Анна Владимировна (Слуга народа)        | 64                    | ОПЗЖ — Слуга народа                                                       | 34                      | 16                                 | 18                                 | 8                                  |                                    | 5                                  |                                    |                                    |                                    |                                    | 7                                  |                                        |                                    | 10                                 |                                    |                                    |                                    |                                    |                                    |                                    |                                    |                                    |                                    |                                    |                                    |                                    |         |           |  |

- Одесская — 84; Слуга народа — 16; ОПЗЖ — 24; Европейская солидарность — 10; Батькивщина — 7; Д — 11; За будущее — 10; Шарий — 6.
- Полтавская — 84:Слуга народа — 14; ОПЗЖ — 11; Европейская солидарность — 9; Батькивщина — 12; За будущее — 13; Доверие — 16; Родное место — 9.
- Ровненская — 64: Слуга народа — 12; Европейская солидарность — 14; Батькивщина — 9; За будущее — 9; РПОЛ — 6; Свобода — 6; СИЧ — 8
- Сумская — 64: Слуга народа — 16; ОПЗЖ — 14; Европейская солидарность — 9; Батькивщина — 10; Наш край — 8; За будущее — 7.
- Тернопольская — 64: Слуга народа — 8; Европейская солидарность — 17; Батькивщина-8; Свобода-13; За будущее-12; Доверие-6.
- Харьковская — 120: Слуга народа — 17; ОПЗЖ — 29; Европейская солидарность — 11; БК — 46 ; БСР — 17.
- Херсонская- 64: Слуга народа-11; ОПЗЖ-15; Европейская солидарность −7; Батьковщина −6; Наш край −7;ПИК-13; ПВС −5.
- Хмельницкая — 64: Слуга народа — 10; Европейская солидарность — 7; Батькивщина — 7; РПОЛ — 4; За будущее — 13; Симчишин — 13 ; ЗКС — 10.
- Черкасская — 64: Слуга народа — 12; ОПЗЖ — 6; Европейская солидарность — 9; Батькивщина — 7; За будущее — 12; Черкащане — 18.
- Черновицкая — 64: Слуга народа — 12; ОПЗЖ — 6; Европейская солидарность — 9; Батькивщина — 9; За будущее — 6; ОД Народный контроль — 6; Единственная альтернатива — 9; АПУ — 7.
- Черниговская — 64: Слуга народа — 8; РПОЛ — 7; ОПЗЖ — 5; Европейская солидарность — 5; Батькивщина — 6; За будущее — 5; Наш край −9; Родной дом — 19.

## Выборы в районные советы
Выборы состоятся до 119 районных советов (без районных советов районов АР Крым и советов Горловского, Донецкого и Кальмиусского районов Донецкой области и советов Алчевского, Должанского, Луганского и Ровеньковского районов Луганской области)

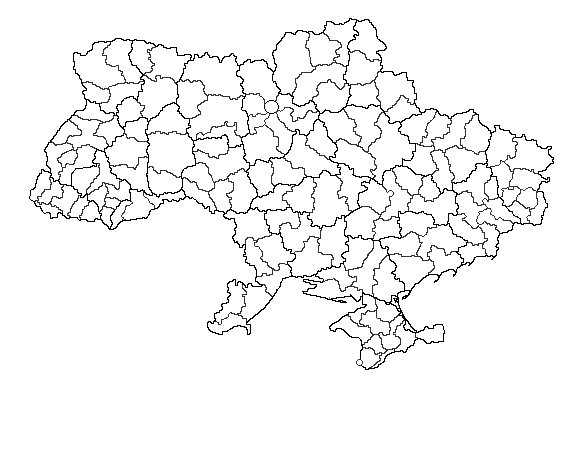
Границы районов Украины

## Выборы советов и глав общин
В Кривом Роге, Кропивницком, Полтаве и Херсоне кроме выборов городских глав и городских советов также состоятся выборы районных советов.
Перечень общин Донецкой области и Луганской области на территории которых невозможно провести выборы депутатов соответствующих местных советов и председателей 25 октября 2020:
- Светлодарская городская община
- Торецкая городская община
- Мирненская поселковая община
- Ольгинская поселковая община
- Волновахская городская община
- Угледарская городская община
- Сартанская поселковая община
- Очеретинская поселковая община
- Авдеевская городская община
- Марьинская городская община
- Горная городская община
- Лисичанская городская община
- Попасненская городская община
- Северодонецкая городская община
- Нижнетепловская сельская община
- Станично-Луганская поселковая община
- Широковская поселковая община
- Счастьенская городская община

## Хронология
15 июля — Верховная рада назначила региональные выборы на воскресенье 25 октября 2020 года

### Календарный план
| Дата                  | Пункт плана                                                                    |
| --------------------- | ------------------------------------------------------------------------------ |
| Не позднее 25 августа | Образование избирательных комиссий                                             |
| Не позднее 30 августа | Официально объявить о начале избирательного процесса                           |
| Не позднее 6 сентября | Образование территориальных участковых комиссий                                |
| Не позднее 9 сентября | Опубликовать список партий, желающих принять участие в выборах                 |
| 15—24 сентября        | Выдвижение кандидатов и предоставление необходимых для регистрации документов  |
| Не позднее 2 октября  | обнародование сведений о регистрации кандидатов и начало предвыборной агитации |
| Не позднее 9 октября  | Образование участковых избирательных комиссий                                  |
| 23—25 октября         | Запрет публикации результатов рейтингов и опросов                              |
| 24 октября            | День тишины                                                                    |
| 25 октября            | Голосование                                                                    |
| Не позднее 6 ноября   | Установление результатов голосования                                           |

## Итоги выборов
По данным Социологической Группы «Рейтинг», 56 % избирателей на местных выборах были старше 50 лет.
Явка по стране составила 36,88 % по данным ЦИК Украины.

### Результаты по категориям

#### Выборы городских глав[8]
| Город                 | Выбранный глава      | Результат (в % голосов) | Партийная принадлежность                     |
| --------------------- | -------------------- | ----------------------- | -------------------------------------------- |
| Киев                  | Виталий Кличко       | 50,52 %                 | Украинский демократический альянс за реформы |
| Харьков               | Геннадий Кернес      | 60,34 %                 | Блок Кернеса — Успешный Харьков              |
| Одесса                | Геннадий Труханов    | 54,28 %                 | Доверяй делам                                |
| Днепр                 | Борис Филатов        | 78,07 %                 | «Пропозиция»                                 |
| Запорожье             | Владимир Буряк       | 59,99 %                 | Партия Владимира Буряка «Единение»           |
| Львов                 | Андрей Садовой       | 62,25 %                 | Самопомощь                                   |
| Кривой Рог            | Константин Павлов    | 56,97 %                 | Оппозиционная платформа — За жизнь           |
| Николаев              | Александр Сенкевич   | 59,74 %                 | «Пропозиция»                                 |
| Мариуполь             | Вадим Бойченко       | 64,57 %                 | Блок Вадима Бойченка                         |
| Винница               | Сергей Моргунов      | 65,93 %                 | «Украинская Стратегия Гройсмана»             |
| Херсон                | Игорь Колыхаев       | 63,59 %                 | Партия Игоря Колыхаева «Нам тут жить»        |
| Полтава               | Александр Мамай      | 51,48 %                 | «За Будущее»                                 |
| Чернигов              | Владислав Атрошенко  | 77,49 %                 | «Родной Дом»                                 |
| Черкассы              | Анатолий Бондаренко  | 54,33 %                 | «За Будущее»                                 |
| Житомир               | Сергей Сухомлин      | 51,38 %                 | «Пропозиция»                                 |
| Сумы                  | Александр Лысенко    | 60,32 %                 | Батькивщина                                  |
| Хмельницкий           | Александр Симчишин   | 86,83 %                 | Свобода                                      |
| Черновцы              | Роман Кличук         | 59,54 %                 | «Единая Альтернатива»                        |
| Ровно                 | Александр Третяк     | 50,24 %                 | Европейская солидарность                     |
| Каменское             | Андрей Белоусов      | 67,27 %                 | «Бджола»                                     |
| Кропивницкий          | Андрей Райкович      | 53,53 %                 | «Пропозиция»                                 |
| Ивано-Франковск       | Руслан Марцинкив     | 84,78 %                 | Свобода                                      |
| Кременчуг             | Виталий Малецкий     | 52,08 %                 | «За Будущее»                                 |
| Тернополь             | Сергей Надал         | 74,59 %                 | Свобода                                      |
| Луцк                  | Игорь Полищук        | 54,60 %                 | «За Будущее»                                 |
| Белая Церковь         | Геннадий Дикий       | 57,58 %                 | «За Будущее»                                 |
| Краматорск            | Александр Гончаренко | 57,85 %                 | Самовыдвижение                               |
| Мелитополь            | Иван Фёдоров         | 59,60 %                 | «Команда Сергея Монько»                      |
| Никополь              | Александр Саюк       | 54,64 %                 | «За Будущее»                                 |
| Славянск              | Вадим Лях            | 60,87 %                 | Оппозиционный блок                           |
| Ужгород               | Богдан Андреев       | 51,01 %                 | Самовыдвижение                               |
| Бердянск              | Валерий Баранов      | 49,98 %                 | «За Будущее»                                 |
| Павлоград             | Анатолий Вершина     | 57,97 %                 | Самовыдвижение                               |
| Каменец-Подольский    | Михаил Посотко       | 58,33 %                 | Свобода                                      |
| Бровары               | Игорь Сапожко        | 53.16 %                 | Команда Сапожко                              |
| Конотоп               | Артём Семенихин      | 40.27 %                 | Свобода                                      |
| Умань                 | Ирина Плетнёва       | 33,30 %                 | «За Будущее»                                 |
| Мукачево              | Виктор Балога        | 66,88 %                 | Единый центр                                 |
| Александрия           | Сергей Кузьменко     | 57,21 %                 | Самовыдвижение                               |
| Шостка                | Николай Нога         | 26,15 %                 | Наш край                                     |
| Бердичев              | Сергей Орлюк         | 28,76 %                 | «Пропозиция»                                 |
| Бахмут                | Алексей Рева         | 77,99 %                 | Самовыдвижение                               |
| Дрогобыч              | Тарас Кучма          | 50,42 %                 | Самовыдвижение                               |
| Константиновка        | Олег Азаров          | 41,46 %                 | Оппозиционная платформа — За жизнь           |
| Нежин                 | Александр Кодола     | 38,11 %                 | «За Будущее»                                 |
| Измаил                | Андрей Абрамченко    | 81,51 %                 | Слуга народа                                 |
| Новомосковск          | Сергей Резник        | 30,93 %                 | Самовыдвижение                               |
| Ковель                | Игорь Чайка          | 16,59 %                 | «За Будущее»                                 |
| Смела                 | Сергей Ананко        | 52,71 %                 | Слуга народа                                 |
| Червоноград           | Андрей Залевский     | 49,76 %                 | Самовыдвижение                               |
| Калуш                 | Андрей Найда         | 45,07 %                 | Свобода                                      |
| Первомайск            | Олег Демченко        | 22,70 %                 | Оппозиционный блок                           |
| Коростень             | Владимир Москаленко  | 38,68 %                 | Единый центр                                 |
| Покровск              | Руслан Требушкин     | 35,62 %                 | «За Будущее»                                 |
| Коломыя               | Богдан Станиславский | 38,03 %                 | Самовыдвижение                               |
| Борисполь             | Владимир Борисенко   | 28,41 %                 | Европейская солидарность                     |
| Рубежное              | Сергей Хортов        | 61,65 %                 | Единый центр                                 |
| Черноморск            | Василий Гуляев       | 34,31 %                 | «За Будущее»                                 |
| Стрый                 | Олег Кановец         | 23,33 %                 | Самовыдвижение                               |
| Дружковка             | Владимир Григоренко  | 52,78 %                 | Оппозиционная платформа — За жизнь           |
| Прилуки               | Ольга Попенко        | 46,88 %                 | Батькивщина                                  |
| Лозовая               | Сергей Зеленский     | 65,98 %                 | Самовыдвижение                               |
| Новоград-Волынский    | Николая Боровец      | 18 %                    | Самовыдвижение                               |
| Энергодар             | Дмитрий Орлов        | 27,14 %                 | «За Будущее»                                 |
| Нововолынск           | Борис Карпус         | 38,74 %                 | «За Будущее»                                 |
| Горишние Плавни       | Дмитрий Быков        | 74,29 %                 | Самовыдвижение                               |
| Изюм                  | Валерий Марченко     | 50,87 %                 | Слуга народа                                 |
| Белгород-Днестровский | Виталий Граждан      | 28,56 %                 | Оппозиционная платформа — За жизнь           |
| Ирпень                | Александр Маркушин   | 45,42 %                 | «Новое Обличие»                              |
| Новая Каховка         | Владимир Коваленко   | 60,15 %                 | Слуга народа                                 |

#### Выборы Областных Советов и Городского Совета Киева
| №  | Партия                                       | Количество избранных депутатов | % мест | Изменение % мест (относительно 2015) |
| -- | -------------------------------------------- | ------------------------------ | ------ | ------------------------------------ |
| 1  | Слуга народа                                 | 305 из 1780                    | 17,13  | Новая Партия                         |
| 2  | Европейская солидарность                     | 283 из 1780                    | 15,9   | ↘ −7,89                              |
| 3  | Оппозиционная платформа — За жизнь           | 230 из 1780                    | 12,92  | Новая Партия                         |
| 4  | Батькивщина                                  | 192 из 1780                    | 10,79  | ↘ −4,32                              |
| 5  | «За Будущее»                                 | 183 из 1780                    | 10,28  | Новая Партия                         |
| 6  | Свобода                                      | 50 из 1780                     | 2,81   | ↘ −4,06                              |
| 7  | Блок Кернеса — Успешный Харьков              | 46 из 1780                     | 2,58   | Новая Партия                         |
| 8  | Единый центр                                 | 43 из 1780                     | 2,42   | ↘ −1,76                              |
| 9  | «Украинская Стратегия Гройсмана»             | 40 из 1780                     | 2,25   | Новая Партия                         |
| 10 | «Пропозиция»                                 | 35 из 1780                     | 1,97   | Новая Партия                         |
| 11 | Украинский демократический альянс за реформы | 30 из 1780                     | 1,69   | Новая Партия                         |
| 12 | Радикальная партия Олега Ляшко               | 27 из 1780                     | 1,52   | ↘ −5,4                               |

Остальные 28 партий набрали от 22 мест («Доверие») до 5 мест («Блок Владимира Сальдо»).

## Сопутствующие события
- Всеукраинский опрос. Был объявлен за 12 дней до проведения выборов и состоял из 5 вопросов. Представители партии признавали, что мероприятие имеет политтехнологический характер и направлено на повышение явки, хотя в то же время внесёт новые темы в общественное обсуждение и даст президенту дополнительную возможность повлиять на парламент по этим вопросам[9]